# 劳动主义运动党
劳动主义运动党（土耳其語：Emekçi Hareket Partisi，缩写为EHP）是土耳其的一个共产主义政党。该党成立于2004年1月5日。该党的政治立场是极左翼。该党的意识形态是共产主义、马克思列宁主义。在2015年的两次大选中，该党支持人民民主党。该党曾是联合六月运动的成员。2024年，该党有成员215人。